# Givisiez
Givisiez é uma comuna da Suíça, no Cantão Friburgo, com cerca de 2.529 habitantes. Estende-se por uma área de 3,45 km², de densidade populacional de 733 hab/km². Confina com as seguintes comunas: Belfaux, Corminboeuf, Friburgo (Fribourg/Freiburg im Üechtland), Granges-Paccot, La Sonnaz, Villars-sur-Glâne.
A língua oficial nesta comuna é o Francês.